# مايك سميث (لاعب كرة قاعدة)
مايك سميث (بالإنجليزية: Mike Smith)‏ هو لاعب كرة قاعدة أمريكي، ولد في 19 سبتمبر 1977 في نوروود في الولايات المتحدة.

## وصلات خارجية
- مايك سميث على موقعبيزبول رفرنس.كوم (الدوري الرئيسي) (الإنجليزية)
- مايك سميث على موقعبيزبول رفرنس.كوم (الدوري الثانوي) (الإنجليزية)
- مايك سميث على موقع مشجعي الرسوم البيانية (الإنجليزية)